# Denain
 Denain  es una comuna y población de Francia, en la región de Norte-Paso de Calais, departamento de Norte, en el distrito de Valenciennes. Es la cabecera y mayor población del cantón de su nombre.
Está integrada en la Communauté d'agglomération de la Porte du Hainaut, de la que es la mayor población.

## Demografía
| abs. | 927 | 1 057 | 1 262 | 5 144 | 3 200 | 7 272 | 8 691 | 9 496 | 10 254 | 11 022 | 12 330 | 14 419 | 17 202 | 17 832 | 18 258 | 19 916 | 23 204 | 24 564 | 26 800 | 23 472 | 26 868 | 27 767 | 26 478 | 24 908 | 27 449 | 29 467 | 27 973 | 26 204 | 21 825 | 19 544 | 20 360 | 20 186 |
| Para los censos de 1962 a 1999 la población legal corresponde a la población sin duplicidades (Fuente: INSEE [Consultar]) |     |       |       |       |       |       |       |       |        |        |        |        |        |        |        |        |        |        |        |        |        |        |        |        |        |        |        |        |        |        |        |        |

Forma parte de la aglomeración urbana de Valenciennes.

## Galería de imágenes

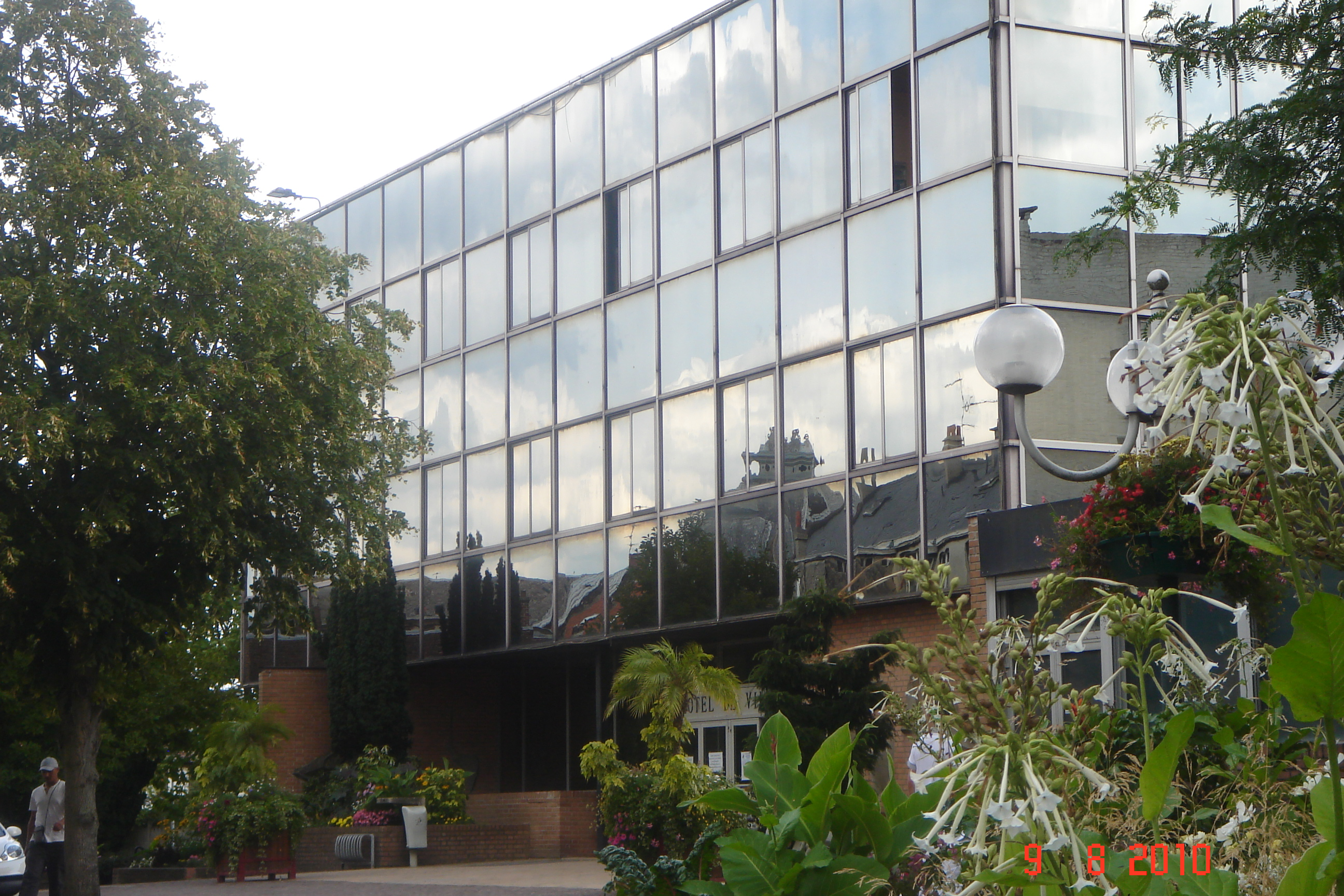
Ayuntamiento. (foto de Serge Ottaviani)
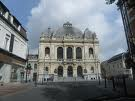
Teatro